# روبي فابري
روبي فابري هو لاعب هوكي الجليد كندي، ولد في 22 يناير 1996 في ميسيساغا في كندا.

## وصلات خارجية
- روبي فابري على موقع دوري الهوكي الوطني (الإنجليزية)
- روبي فابري على موقع EliteProspects.com (الإنجليزية)
- روبي فابري على موقع HockeyDB.com (الإنجليزية)
- روبي فابري على موقع Hockey-Reference.com (الإنجليزية)